# Pologne aux Jeux olympiques d'hiver de 1998
La Pologne participe aux Jeux olympiques d'hiver de 1998, organisés à Nagano au Japon. C'est sa dix-huitième participation aux Jeux olympiques d'hiver après sa présence à toutes les éditions précédentes. La délégation polonaise, formée de 39 athlètes (24 hommes et 15 femmes), n'obtient pas de médaille.